# Биокоански дрил
Биокоански дрил је подврста дрила, врсте примата (Primates) из породице мајмуна Старог света (Cercopithecidae).

## Распрострањење
Острво Биоко у Екваторијалној Гвинеји је једино познато природно станиште подврсте.

## Станиште
Биокоански дрил има станиште на копну.

## Угроженост
Ова подврста се сматра угроженом.

### Популациони тренд
Популација ове подврсте се смањује, судећи по расположивим подацима.